# Blair Stewart
Pour les articles homonymes, voir Stewart.
Pas d'image ? Cliquez ici

a Compétitions nationales et continentales officielles uniquement.

Dernière mise à jour le 9 mars 2023.
Blair Stewart, né le 2 octobre 1983 à Christchurch (Nouvelle-Zélande), est un joueur néo-zélandais de rugby à XV qui évolue au poste de demi d'ouverture.

## Carrière
Blair Stewart commence sa formation rugbystique dans sa région natale de Canterbury. Il est scolarisé avec le St Bede's College (en), et joue pendant deux ans avec l'équipe première de l'établissement. Après le lycée, il joue dans le championnat amateur régional avec le club de Sydenham. Devant faire face à une importante concurrence à son poste de demi d'ouverture dans sa région (Dan Carter, Stephen Brett, Cameron McIntyre ...), il doit se contenter de jouer avec l'équipe provinciale B.
Souhaitant lancer sa carrière professionnelle, il décide de rejoindre la province de Southland pour la saison 2006 de National Provincial Championship (NPC). Il s'impose immédiatement au sein de sa nouvelle équipe grâce à la qualité de son jeu au pied. Il joue trois saisons avec cette équipe, jouant 36 matchs et inscrivant 307 points.
En 2007, il est retenu au sein de l'effectif des Hurricanes pour la saison 2007 de Super 14. Il joue son premier match comme remplaçant le 3 mars 2007 face aux Stormers. La semaine suivante, il est titularisé pour la première fois face à la Western Force, étant préféré à Jimmy Gopperth. Il enchaîne ensuite avec deux autres titularisations. Il disparait ensuite des feuilles de matchs, lui étant préféré l'habituel demi de mêlée Piri Weepu.
Non-conservé avec les Hurricanes, Stewart fait partie du groupe élargi des Highlanders pour la saison suivante. Il est appelé dans le groupe principal en avril 2008 à la suite de la blessure de Dan Bowden, et joue deux matchs comme remplaçant,.
En novembre 2008, il est recruté comme joueur supplémentaire par le club français du SC Albi, évoluant en Pro D2. Devenu immédiatement un titulaire indiscutable avec le club albigeois, il participe pleinement à l'accession en Top 14, malgré une blessure en demi-finale d'accession,. La saison suivante, Albi termine dernier du Top 14, et se voit rétrogradé en Pro D2.
Après deux saisons avec Albi,  il rejoint en 2010 le FC Grenoble en Pro D2,. Lors de sa deuxième saison avec le club isérois, il est sacré champion de France de Pro D2. Il joue ensuite deux saisons en Top 14 avec Grenoble. En 2014, il quitte le FCG après quatre saisons, à la suite du recrutement de Jonathan Wisniewski pour la saison suivante.
Il s'engage alors pour deux saisons avec l'Aviron bayonnais en Top 14. Alors qu'il était auteur d'un bon début de saison, il subit une fracture du péroné en novembre 2014,. Cette blessure l'écarte des terrains pendant un an et demi, et le pousse finalement à annoncer la fin de sa carrière de joueur en juin 2016,.

## Palmarès
- Vainqueur de la finale d'accession de Pro D2 en 2009 avec le SC Albi.
- Champion de Pro D2 en 2012 avec le FC Grenoble.